# Murder of the Universe
Murder of the Universe deseti je studijski album australskog rock-sastava King Gizzard & the Lizard Wizard. Diskografska kuća Flightless objavila ga je 23. lipnja 2017. u Australiji; ATO Records istog ga je dana pustio u prodaju u Sjedinjenim Državama, a Heavenly Recordings u Ujedinjenom Kraljevstvu. Drugi je od pet albuma koje je skupina objavila 2017.
Na dodjeli nagrada ARIA Music Awards nominiran je za nagradu u kategoriji „Najbolji hard rock ili heavy metal-album” usprkos polemikama do kojih je došlo jer je godinu prije nagrađen uradak sastava Nonagon Infinity. Nagradu je naposljetku osvojio album Mesmer grupe Northlane.

## Koncept i priča
Murder of the Universe jest konceptualni album koji sadrži tri odvojene priče, a u svakoj od njih prisutna je naracija. U prvim dvama dijelovima pripovjedačica je Leah Senior, a za ulogu pripovjedača u zadnjem dijelu članovi skupine poslužili su se glasom „UK, Charles” ponuđenim u NaturalReaderovoj aplikaciji za sintezu govora.
The Tale of the Altered Beast, prvi dio albuma, obrađuje temu iskušenja i govori o čovjeku koji sretne tajanstveno biće koje je spoj čovjeka i zvijeri, a poznato je kao Altered Beast („Izmijenjena Zvijer”). U toj priči čovjeka počne privlačiti ideja o vlastitoj izmjeni, što se u čovječanstvu smatra tabuom. Potom u središte dolazi perspektiva Izmijenjene Zvijeri, koju prožimaju ubilačke misli. Čovjek u sukobu sa Zvijeri počne žudjeti za moći i prepusti se iskušenju izmjene. Zvijer i čovjek, prihvativši volju sudbine, spoje se u novu izmijenjenu zvijer koja još više žudi za mesom. Međutim, Izmijenjena Zvijer uvelike propati jer je apsorbirala drugi oblik svijesti; izgubi kontrolu nad svojim identitetom i naposljetku umre od ludila, a njezino se tijelo raspadne.

Mislim da je od svih uradaka koje smo dosad snimili [ovaj album] najviše utemeljen na priči; sadrži tri odvojene, ali donekle povezane priče.

The Lord of Lightning vs. Balrog, drugi dio albuma, posvećen je veličanstvenoj bitki između dva entiteta; nazivaju se The Lord of Lightning („Gospodar Munje”) i Balrog, a poimence predstavljaju svjetlo i tamu. Na početku priče nalazi se predgovor pripovjedača koji se prisjeća bitke. Pjesma „The Lord of Lightning” govori o tome kako prst toga entiteta munjom pogađa grad i razara ga. Građani ga smatraju zlim i pakosnim. Međutim, kad munjom pogodi truplo, ono uskrsne i pretvori se u biće poznato kao Balrog. To biće isprva ignorira Gospodara Munje i odluči opustošiti grad. Gospodar se počne boriti s Balrogom, kojeg na kraju poražava i pretvara u goruće truplo. Nakon toga Gospodar Munje napusti to mjesto odlučivši da više neće mučiti njegove stanovnike.
Han-Tyumi & The Murder of the Universe, treći i zadnji dio albuma, govori o kiborgu u digitalnom svijetu koji stekne svijest. Zbunjen, odluči težiti samo onim stvarima koje kiborg ne može činiti: povraćanju i umiranju. Potom oblikuje biće poznato kao „Soy-Protein Munt Machine” („Stroj Koji Bljuje Proteine Soje”) čija je jedina svrha povraćati. Kad to biće odbije njegovu ljubav, Han-Tyumi odluči se spojiti s njim, zbog čega stroj izgubi kontrolu nad sobom, eksplodira i bez prestanka počne izbacivati bljuvotinu koja na kraju prožme čitav svemir i tako ga ubije.

## Popis pjesama
Svu su glazbu skladali članovi King Gizzard & the Lizard Wizarda. Sve je tekstove napisao Stu Mackenzie. Sve je dijelove priče napisao Stu Mackenzie, a priču u naslovnoj pjesmi napisao je s Joeyjem Walkerom.
| Prvi dio: The Tale of the Altered Beast | Prvi dio: The Tale of the Altered Beast | Prvi dio: The Tale of the Altered Beast | Prvi dio: The Tale of the Altered Beast | Prvi dio: The Tale of the Altered Beast | Prvi dio: The Tale of the Altered Beast | Prvi dio: The Tale of the Altered Beast | Prvi dio: The Tale of the Altered Beast | Prvi dio: The Tale of the Altered Beast | Prvi dio: The Tale of the Altered Beast |
| Br.                                     | Skladba                                 | Trajanje                                |                                         |                                         |                                         |                                         |                                         |                                         |                                         |
| --------------------------------------- | --------------------------------------- | --------------------------------------- | --------------------------------------- | --------------------------------------- | --------------------------------------- | --------------------------------------- | --------------------------------------- | --------------------------------------- | --------------------------------------- |
| 1.                                      | »A New World«                           | 0:57                                    |                                         |                                         |                                         |                                         |                                         |                                         |                                         |
| 2.                                      | »Altered Beast I«                       | 2:23                                    |                                         |                                         |                                         |                                         |                                         |                                         |                                         |
| 3.                                      | »Alter Me I«                            | 0:45                                    |                                         |                                         |                                         |                                         |                                         |                                         |                                         |
| 4.                                      | »Altered Beast II«                      | 4:28                                    |                                         |                                         |                                         |                                         |                                         |                                         |                                         |
| 5.                                      | »Alter Me II«                           | 1:25                                    |                                         |                                         |                                         |                                         |                                         |                                         |                                         |
| 6.                                      | »Altered Beast III«                     | 2:14                                    |                                         |                                         |                                         |                                         |                                         |                                         |                                         |
| 7.                                      | »Alter Me III«                          | 1:26                                    |                                         |                                         |                                         |                                         |                                         |                                         |                                         |
| 8.                                      | »Altered Beast IV«                      | 5:10                                    |                                         |                                         |                                         |                                         |                                         |                                         |                                         |
| 9.                                      | »Life / Death«                          | 1:00                                    |                                         |                                         |                                         |                                         |                                         |                                         |                                         |
| 19:48                                   |                                         |                                         |                                         |                                         |                                         |                                         |                                         |                                         |                                         |

| Drugi dio: The Lord of Lightning vs. Balrog | Drugi dio: The Lord of Lightning vs. Balrog | Drugi dio: The Lord of Lightning vs. Balrog | Drugi dio: The Lord of Lightning vs. Balrog | Drugi dio: The Lord of Lightning vs. Balrog | Drugi dio: The Lord of Lightning vs. Balrog | Drugi dio: The Lord of Lightning vs. Balrog | Drugi dio: The Lord of Lightning vs. Balrog | Drugi dio: The Lord of Lightning vs. Balrog | Drugi dio: The Lord of Lightning vs. Balrog |
| Br.                                         | Skladba                                     | Trajanje                                    |                                             |                                             |                                             |                                             |                                             |                                             |                                             |
| ------------------------------------------- | ------------------------------------------- | ------------------------------------------- | ------------------------------------------- | ------------------------------------------- | ------------------------------------------- | ------------------------------------------- | ------------------------------------------- | ------------------------------------------- | ------------------------------------------- |
| 10.                                         | »Some Context« (instrumentalna pjesma)      | 0:16                                        |                                             |                                             |                                             |                                             |                                             |                                             |                                             |
| 11.                                         | »The Reticent Raconteur«                    | 1:05                                        |                                             |                                             |                                             |                                             |                                             |                                             |                                             |
| 12.                                         | »The Lord of Lightning«                     | 5:06                                        |                                             |                                             |                                             |                                             |                                             |                                             |                                             |
| 13.                                         | »The Balrog«                                | 4:29                                        |                                             |                                             |                                             |                                             |                                             |                                             |                                             |
| 14.                                         | »The Floating Fire«                         | 1:54                                        |                                             |                                             |                                             |                                             |                                             |                                             |                                             |
| 15.                                         | »The Acrid Corpse«                          | 1:00                                        |                                             |                                             |                                             |                                             |                                             |                                             |                                             |
| 13:50                                       |                                             |                                             |                                             |                                             |                                             |                                             |                                             |                                             |                                             |

| Treći dio: Han-Tyumi and the Murder of the Universe | Treći dio: Han-Tyumi and the Murder of the Universe | Treći dio: Han-Tyumi and the Murder of the Universe | Treći dio: Han-Tyumi and the Murder of the Universe | Treći dio: Han-Tyumi and the Murder of the Universe | Treći dio: Han-Tyumi and the Murder of the Universe | Treći dio: Han-Tyumi and the Murder of the Universe | Treći dio: Han-Tyumi and the Murder of the Universe | Treći dio: Han-Tyumi and the Murder of the Universe | Treći dio: Han-Tyumi and the Murder of the Universe |
| Br.                                                 | Skladba                                             | Trajanje                                            |                                                     |                                                     |                                                     |                                                     |                                                     |                                                     |                                                     |
| --------------------------------------------------- | --------------------------------------------------- | --------------------------------------------------- | --------------------------------------------------- | --------------------------------------------------- | --------------------------------------------------- | --------------------------------------------------- | --------------------------------------------------- | --------------------------------------------------- | --------------------------------------------------- |
| 16.                                                 | »Welcome to an Altered Future«                      | 0:55                                                |                                                     |                                                     |                                                     |                                                     |                                                     |                                                     |                                                     |
| 17.                                                 | »Digital Black«                                     | 2:46                                                |                                                     |                                                     |                                                     |                                                     |                                                     |                                                     |                                                     |
| 18.                                                 | »Han-Tyumi, the Confused Cyborg«                    | 2:21                                                |                                                     |                                                     |                                                     |                                                     |                                                     |                                                     |                                                     |
| 19.                                                 | »Soy-Protein Munt Machine«                          | 0:30                                                |                                                     |                                                     |                                                     |                                                     |                                                     |                                                     |                                                     |
| 20.                                                 | »Vomit Coffin«                                      | 2:19                                                |                                                     |                                                     |                                                     |                                                     |                                                     |                                                     |                                                     |
| 21.                                                 | »Murder of the Universe«                            | 4:09                                                |                                                     |                                                     |                                                     |                                                     |                                                     |                                                     |                                                     |
| 13:00                                               |                                                     |                                                     |                                                     |                                                     |                                                     |                                                     |                                                     |                                                     |                                                     |

## Recenzije
| Zbirne ocjene   | Zbirne ocjene |
| Izvor           | Ocjena        |
| --------------- | ------------- |
| AnyDecentMusic? | 7/10          |
| Metacritic      | 73/100        |
| Recenzije       |               |
| Izvor           | Ocjena        |
| AllMusic        | [ 11 ]        |
| Clash           | 8/10          |
| DIY             | [ 12 ]        |
| Exclaim!        | 6/10          |
| Loud and Quiet  | 8/10          |
| Pitchfork       | 8/10          |
| Sputnikmusic    | 4/5           |
| Under the Radar | [ 17 ]        |

Murder of the Universe uglavnom je dobio pozitivne kritike. Na Metacriticu, sajtu koji prikuplja ocjene recenzenata raznih publikacija i na temelju njih uratku daje prosječnu ocjenu od 0 do 100, uradak je na temelju 15 recenzija osvojio 73 boda od njih 100, što označava „uglavnom pozitivne kritike”.
Tim Sendra u svojoj mu je recenziji za AllMusic dao tri i pol zvjezdice od njih pet i zaključio je: „Drugi album King Gizzard & the Lizard Wizarda za 2017. divlji je i neobuzdan udarac znanstvenofantastičnog proga koji s vremena na vrijeme krase zviždeći sintesajzeri i robotski glasovi.” Cosette Schulz u recenziji za časopis Exclaim! dala mu je šest od deset bodova i komentirala je: „Ovaj album s 21 pjesmom zasigurno je uradak koji najviše iscrpljuje i začuđuje od svih dosadašnjih albuma King Gizzarda; nije ambiciozan kao Nonagon Infinity, koji se neprimjetno vrti u krug, i Flying Microtonal Banana, ovogodišnji uradak objavljen prije njega, ali je u svakom slučaju postignuće.” Liam Egan dao mu je osam bodova od njih deset u recenziji za časopis Clash i ustvrdio je: „Kao primjer intenzivne, genijalne i posve sulude glazbe Murder of the Universe još je jedan izvrstan dodatak već izvanrednoj i vječno rastućoj diskografiji King Gizzarda.”

## Zasluge
| King Gizzard & the Lizard Wizard - Stu Mackenzie – vokali, gitara, sintesajzer, melotronska flauta, melotronski zbor, orgulje, bas-gitara, snimanje, produkcija - Michael Cavanagh – bubnjevi - Joey Walker – gitara, orgulje, sintesajzer, snimanje - Ambrose Kenny Smith – usna harmonika, orgulje - Cook Craig – gitara - Lucas Skinner – bas-gitara |  | Dodatni glazbenici - Leah Senior – naracija (od 1. do 9. pjesme i od 11. do 15. pjesme) Ostalo osoblje - Casey Hartnett – snimanje - Michael Badger – snimanje, miksanje - Joe Carra – mastering - Jason Galea – ilustracije |

## Ljestvice
| Ljestvica (2017.)                | Najviša pozicija |
| -------------------------------- | ---------------- |
| Australija                       | 3.               |
| Belgija (Flandrija)              | 139.             |
| Belgija (Valonija)               | 115.             |
| Novi Zeland (Heatseekers Albums) | 9.               |
| SAD (Billboard 200)              | 106.             |
| SAD (Independent Albums)         | 6.               |
| SAD (Top Alternative Albums)     | 15.              |
| SAD (Top Rock Albums)            | 20.              |
| Škotska                          | 58.              |
| Ujedinjeno Kraljevstvo           | 94.              |